# Wet lesbisch ouderschap
De Wet lesbisch ouderschap is een wijziging in Nederlandse ouderschapswetgeving die op 1 april 2014 inging. De wet stelt het juridisch ouderschap van twee vrouwen gelijk aan dat van een hetero-stel. Sociaal ouderschap wordt hierbij als grond voor familierechtelijke rechten en plichten erkend, naast biologisch ouderschap.

## Vóór de wet
Voor 1 april was het voor vrouwen slechts op twee manieren mogelijk moeder te worden: (1) een kind baren, (2) een kind adopteren.
De duomoeder (de partner van de biologische moeder van het kind) kon dus alleen juridisch ouder worden via een adoptieprocedure. Zo'n adoptieprocedure is duur en vergt veel tijd. In een hetero-stel kon de man of geregistreerd partner van een vrouw die zwanger werd door middel van zaaddonatie wel automatisch juridisch ouder worden van het geboren kind.

## Effecten
Door de invoering van de wet is het mogelijk geworden om op twee andere manieren moeder te worden:
1. automatisch moeder worden indien het kind geboren is in een huwelijk (of geregistreerd partnerschap)[2] en de donor een onbekende donor is afkomstig van een erkende Nederlandse fertiliteitskliniek,
2. een kind erkennen.

De Wet lesbisch ouderschap maakt het dus veel makkelijker voor de duomoeder om juridisch ouder te worden. Automatisch ouderschap of ouderschap door erkenning zijn zowel goedkoper (zo'n €1.100 per kind) als sneller dan ouderschap door een adoptieprocedure. Daarmee krijgen lesbische ouderparen dezelfde ouderschapsrechten en plichten als heterogezinnen. Veel van deze ouderschapsplichten hebben betrekking tot de zorgplicht voor het kind in kwestie.
Voor het kind in kwestie geldt het volgende: 
- Een kind met twee lesbische ouders wordt niet langer wees als de natuurlijke moeder overlijdt.[1]
- In geval van scheiding hebben beide ouders alimentatieplicht.[1]
- Op de kinderen is erfrecht van toepassing.[1]
- Kinderen mogen zowel de achternaam van de biologische moeder, als de duomoeder, als beide moeders gegeven worden.[1]

## Voorwaarden
De donor moet anoniem zijn (en de donatie moet afkomstig van een erkende Nederlandse fertiliteitskliniek die dusdoende een verklaring kan afgeven) om in aanmerking te komen voor automatisch juridisch moederschap. Deze regeling is in plaats om er zeker van te zijn dat de biologische vader geen rol zal spelen in de verzorging en de opvoeding van het kind. Automatisch juridisch moederschap van de duomoeder is tevens alleen mogelijk als de duomoeder en de biologische moeder getrouwd zijn, of als ze een geregistreerd partnerschap zijn aangegaan.
Met toestemming van de biologische moeder kan de duomoeder alsnog het kind erkennen, ook als het afkomstig is van een bekende donor of als de vrouwen niet gehuwd zijn of geregistreerd partnerschap zijn aangegaan. Een kind kan echter nog steeds maar maximaal twee juridische ouders hebben.  De biologische moeder bepaalt wie de tweede ouder van het kind wordt: de duomoeder of de donor. 
Automatisch juridisch ouderschap of ouderschap door erkenning voor duomoeders is vaak geen optie in andere landen. Dit kan ervoor zorgen dat moederschap van de duomoeder niet erkend wordt in het buitenland. Adoptie kan in het buitenland meer erkenning verwachten.

## Wetgeving vaderschap homoseksuele mannen
Het voornemen is uitgesproken om gelijksoortige wetgeving voor homomannen door te voeren. Dit is echter nog niet geregeld met de Wet lesbisch ouderschap, aangezien een kind niet (biologisch) geboren kan worden in een huwelijk of partnerschap van twee mannen.